# Juan Carlos Barreto Barreto

Wappen von Juan Carlos Barreto Barreto

Juan Carlos Barreto Barreto (* 26. Dezember 1968 in El Guamo, Departamento de Bolívar) ist ein kolumbianischer Geistlicher und römisch-katholischer Bischof von Soacha.

## Leben
Juan Carlos Barreto Barreto empfing am 30. Januar 1993 das Sakrament der Priesterweihe für das Bistum Espinal.
Am 30. Januar 2013 ernannte ihn Papst Benedikt XVI. zum Bischof von Quibdó. Die Bischofsweihe spendete ihm der Bischof von El Espinal, Pablo Emiro Salas Anteliz, am 9. März desselben Jahres; Mitkonsekratoren waren Aldo Cavalli, Apostolischer Nuntius in Malta, und Flavio Calle Zapata, Erzbischof von Ibagué.
Papst Franziskus bestellte ihn am 25. April 2022 zum Bischof von Soacha. Die Amtseinführung erfolgte am 25. Juni desselben Jahres.